# Gulhämpling
Gulhämpling (Serinus serinus) är en liten tätting som tillhör familjen finkar (Fringillidae) och som huvudsakligen förekommer i Europa. Under 1800- och 1900-talet expanderade den norrut från sitt kärnområde kring Medelhavet. I Sverige finns idag en liten population i sydöstra Skåne. IUCN kategoriserar arten globalt som livskraftig.

## Utseende och läte

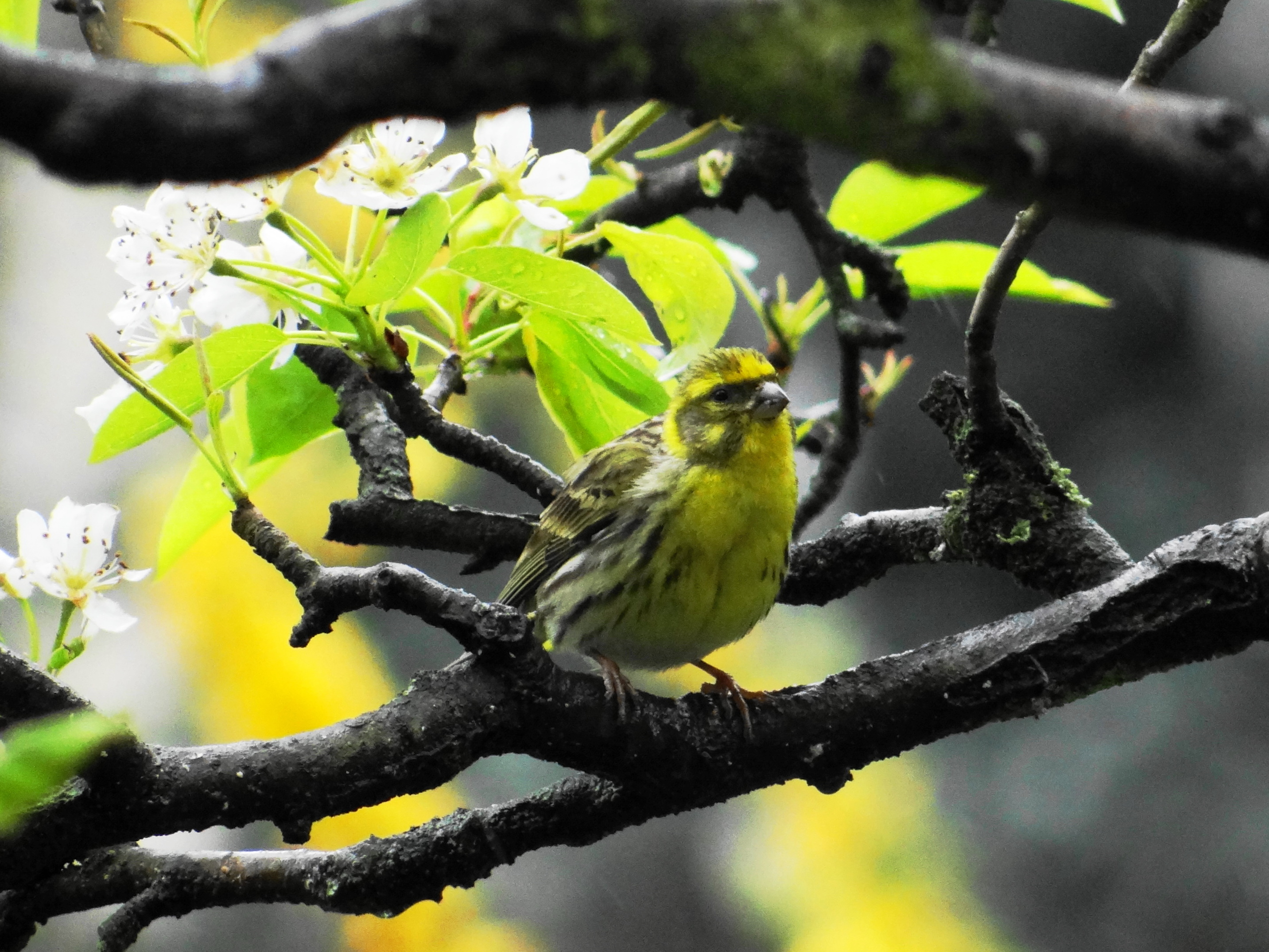
Gulhämpling, adult hane.

Gulhämplingen är en mycket liten fågel, med en kroppslängd på 11–11,5 centimeter och vikten endast 11–13 gram. Huvudet är proportionellt stort men näbben knubbig och kort. I alla dräkter är både rygg och kroppsidor kraftigt längsstreckade. På sidan av huvudet syns ett långt ljust ögonbrynsstreck som ramar in en mörk kind med ljus fläck mitt i. Hanen är citrongul på pannan, sidan av halsen och bröstet samt i ansiktet, honan blekare gulvit. Karakteristiskt är den kontrasterande klargula övergumpen, hos honan mer gröngul. På vingen syns ett smalt vingband. Ungfåglarna saknar helt de gula färgerna och är mer brun- grönaktiga. 
Locklätet hörs ofta i flykten, ett rätt steglitslikt drillande trillililit. Sången består av upprepande, gnisslande strofer och framförs från toppen av något högt träd. Detta kan liknas vid det ljud som upptstår då man gnider två glasskivor mot varandra.

## Utbredning
Ursprungligen påträffades gulhämplingen runt medelhavsländerna, norra Afrika och mellersta Europa, men har under 1800- och 1900-talet expanderat norrut. Populationer i norra och mellersta Europa är flyttfåglar och övervintrar i Mellanöstern.  Fåglar som häckar i Sydeuropa är stannfåglar.
I Norden lever den i länderna runt Östersjökusten, inklusive Baltikum, delar av Danmark och Sydsverige. I öst är den spridd från Vitryssland och Ukraina till Svarta havets kust. 

### Förekomst i Sverige
Gulhämplingen har häckat i södra Skåne sedan 1940-talet, då det första häckningsfyndet konstaterades vid Falsterbo 1942. Från och med 1958 har den häckat regelbundet i landskapet, i trakterna kring Åhus. Under 2000-talet har tyngdpunkten förskjutits söderut längs Skånes östra och sydöstra kust. Säkra eller troliga häckningar har noterats även i Blekinge, Småland, Östergötland, Halland samt på Öland. Enstaka fåglar ses också regelbundet norrut till Södermanland och Uppland, tillfälligt ända till Västerbotten och Torne Lappmark.

## Systematik
Genetiska studier visar att gulhämplingen är systerart till kanariesiskan (Serinus canaria), vildformen av kanariefågeln. Gulhämplingen behandlas som monotypisk, det vill säga att den inte delas in i några underarter.

## Ekologi
Gulhämplingen föredrar öppet skogsland och odlad mark, gärna med barrträd, som häckningsplatser. I Sverige häckar den huvudsakligen i bebyggda strandtallskogar där den även kan uppträda i trädgårdar och parker. Den bygger sitt bo i barrträd eller citrusträd och lägger tre till fem ägg. Föda är mestadels frön och under häckningssäsongen insekter. Gulhämplingen är en aktiv och ofta märkbar fågel. Den håller mest till i höga träd och upptäcks ofta på lätet. 

### Häckning
Honan bygger boet som är skålformat av rottrådar och bast och läggs i ett barr eller lövträd. Kullen består av tre till fyra ägg vilka ruvas av honan i tolv till 14 dagar. Ungarna brukar lämna boet efter 14–16 dygn. Ungarna matas med uppstötta frön som har mjukats upp i föräldrarnas kräva.

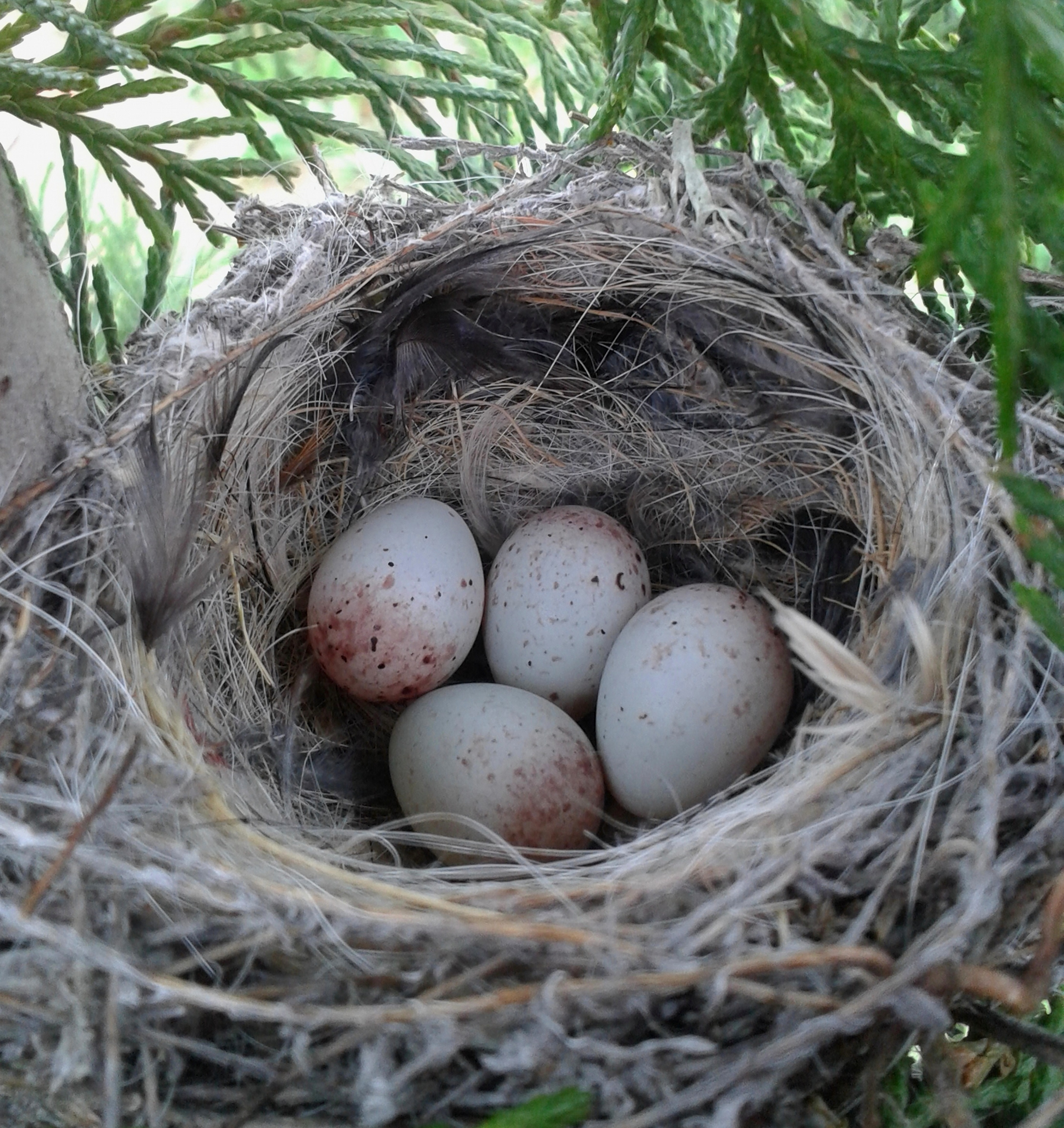
Bo med ägg.

## Status och hot
Arten har ett stort utbredningsområde och en stor population, men tros minska i antal, dock inte tillräckligt kraftigt för att den ska betraktas som hotad. IUCN kategoriserar därför arten som livskraftig (LC). I Europa tros det häcka mellan knappt 21 miljoner och 31,5 miljoner par.
Det svenska beståndet är stabilt men litet, bestående av uppskattningsvis endast 80 häckande individer. Den är därför upptagen på Artdatabankens rödlista, som sårbar.

## Taxonomi och namn
Gulhämplingen beskrevs som art av Carl von Linné 1758 i hans tionde upplaga av Systema Naturae. Det svenska trivialnamnet användes först av J.E. Wahlström i 1875 års översättningen av Alfred Brehms stora verk Djurens liv, då dock i formen guldhämpling.  Det vetenskapliga art- och släktesnamnet serinus kommer från franskans Serin för kanariefågel eller gulhämpling, i sin tur med oklar bakgrund. Möjligen är det en förvrängning av latinets citrinus, "citronfärgad".